# Ukraine International Airlines
Ukraine International Airlines PJSC (UIA) (Авіакомпанія Міжнародні Авіалінії України) var et ukrainsk flyselskab, og  Ukraines største. Virksomheden blev etableret i 1992 med hovedkvarter i Kyiv, og primær hub på Boryspil Internationale Lufthavn. Ukraines luftrum lukkede i 2022 efter Ruslands invasion af Ukraine 2022, og i november 2023 
erklæredes selskabet konkurs.
Før lukningen af Ukrainas luftrum  havde selskabet passagerflyvninger til 88 destinationer, med 16 fly fra Boeing og Embraer.